# Pokoli mesék
A Pokoli mesék a Pokolgép zenekar 2007-ben megjelent nagylemeze. Ez volt az egyetlen Pokolgép sorlemez Czébely Csaba dobos közreműködésével, aki ezen az albumon kívül az Oblatio című akusztikus válogatáslemezen és a 2010-ben kiadott Újratöltve néven futó koncertalbumon játszott. Ez volt továbbá az utolsó Pokolgép album, amelyen Rudán Joe énekelt, ugyanis Joe húszéves közös munka után 2010 tavaszán kilépett a Pokolgépből.
A lemezen hallható a Minden nap című dal, amely az egy évvel korábban megjelent Oblatio című albumon jelent meg először, azonban itt nem csak akusztikus hangszereken, hanem elektromos gitárral szólal meg a dal. A lemez érdekessége, hogy nyitószáma, Az én menyasszonyom Ady Endre azonos című versének megzenésítése, valamint a Sajtot oszt a róka című szám szövege nagyban merít abból a népmeséből, melyben a róka és a farkas egy sajt elosztásán ténykedik.

## Az album dalai
1. Az én menyasszonyom - 5:31
2. Poklon is túl - 3:40
3. Sajtot oszt a róka - 4:42
4. Az adott szó - 4:13
5. Ordítom a nevem - 3:28
6. Minden nap - 4:25
7. Halálos ítélet - 4:57
8. Véredből születtem - 3:26
9. Az elesettekért - 4:33
10. Új biblia - 4:11

## Közreműködők
- Rudán Joe - ének
- Kukovecz Gábor - gitár, vokál
- Nagy Dávid - gitár, vokál
- Pintér Csaba - basszusgitár, vokál
- Czébely Csaba - dob